# The Nitty Gritty
The Nitty Gritty är en låt från 1963 komponerad av Lincoln Chase utgiven som singel av skivbolaget Congress Records med sångerskan Shirley Ellis och Hutch Davies orkester. Låten nådde som bäst en åttondeplacering på Billboard Hot 100 i januari 1964. Motown släppte en version av "The Nitty Gritty" med Gladys Knight & The Pips 1969.

## Populärkultur
I ett avsnitt av The Judy Garland Show 1964 spelades Shirley Ellis hit till ett dansnummer koreograferat av dansaren och skådespelaren Robert Banas och framfördes av densamme tillsammans med en ensemble. Det energiska dansklippet har blivit en viral succé på Youtube, där det i januari 2024 hade visats mer än 18 miljoner gånger.